# Signal Hill (miasto)
Signal Hill – miasto w Stanach Zjednoczonych, w stanie Kalifornia, w hrabstwie Los Angeles. W 2010 zamieszkiwało je 11 016 osób. Miasto leży na wysokości 45 metrów n.p.m. i zajmuje powierzchnię 5,673 km².
Prawa miejskie uzyskało 22 kwietnia 1924.